# Keskisuomalainen
Keskisuomalainen är en finländsk sjudagarstidning som utges i Jyväskylä. 
Tidningen tillkom 1917 genom sammanslagning av Keski-Suomi (grundad 1871, ungfinsk) och Suomalainen (grundad 1889, gammalfinsk). År 1932 förenades Keskisuomalainen, som sedan 1920 varit språkrör för Framstegspartiet, med en konkurrerande agrartidning och blev agrart organ med den framträdande politikern Vihtori Vesterinen som drivande kraft. Tidningen blev oavhängig 1986. 
Upplagan växte kraftigt under decennierna efter andra världskriget och var 2009 71 777 exemplar. Av dess chefredaktörer kan nämnas Erkki Laatikainen, som tillträdde 1975. Utgivaren, börsnoterade Keskisuomalainen Oyj (omkring 1 100 anställda 2009), förlägger utom Keskisuomalainen bland annat Savon Sanomat i Kuopio, Iisalmen Sanomat i Idensalmi och Warkauden Lehti i Varkaus.